# Пиридазин
Пиридазин (1,2-диазин, ойазин) — ароматическое гетероциклическое соединение, представитель диазинов. Является производным бензола, у которого два соседних атома углерода замещены на атомы азота.

## Физические и химические свойства
Пиридазин представляет собой бесцветную жидкость, растворимую в воде, диэтиловом эфире, бензоле и спиртах, но нерастворимую в предельных углеводородах.
Пиридазин является более слабым основанием (pKB=2,33), чем пиридин (pKB=5,23), вследствие электроноакцепторного влияния второго атома азота. Обычно протонируется только один атом азота молекулы пиридазина, второй атом азота может протонироваться только в концентрированных растворах кислот.
В реакции электрофильного замещения пиридазин вступает с большим трудом, в реакции нитрования, сульфирования, галогенирования и ацилирования практически не вступает. С алкилгалогенидами образует соответствующие N-соли.
Реагирует с нуклеофильными реагентами более активно, чем пиридин, например, в реакции Чичибабина. Гидрируется также легче, чем пиридин, образуя тетраметилендиамин:
{\displaystyle {\ce {C4H4N2 ->[{\ce {Na,C2H5OH}}] H2N(CH2)4NH2}}}
С сильными окислителями практически не реагирует. С надкислотами и пероксидом водорода образует N-оксид.

## Получение и применение
Пиридазин синтезируют реакцией гидразина с α-кетоглутаровой кислотой по следующей схеме:
Аналогичным способом получают также производные пиридазина.
Пиридазин и его производные используются в органическом синтезе. Они используются как гербициды, антивирусные и антибактериальные средства.